# Ліберальна партія (Болівія)
Ліберальна партія (ісп. Partido Liberal) — одна з провідних політичних партій у Болівії наприкінці XIX — першій половині XX століття.

## Історія
Формально партію було засновано 1883 року Еліодоро Камачо. Партія дотримувалась свободи віросповідання, відокремлення церкви від держави, правового обґрунтування цивільних шлюбів та розлучень, а також суворого дотримання демократичних процедур. Коли партія прийшла до влади 1899 року, президентську адміністрацію та Конгрес було переміщено до Ла-Паса, який де-факто став столицею країни. Верховний суд залишився у Сукре. Дотепер Сукре де-юре є столицею Болівії, хоча в Ла-Пасі розміщуються штаб-квартири виконавчої та законодавчої влади.
Між 1899 та 1920 роками всі президенти Болівії були членами ліберальної партії, допоки до влади не прийшла Республіканська партія, яку підтримували олігархічні кола країни.
Останнім ліберальним президентом був Хосе Луїс Техада Сорсано, який правив з 1934 до 1936 року.
1940 року, втім, партія сформувала коаліцію зі своїми колишніми опонентами — республіканцями для боротьби зі зростанням впливу радикальних та революційних партій. Ця коаліція підтримувала кандидатуру Енріке Пеньяранди.
1947 року ліберали під керівництвом Луїса Фемадо Гуачалли програли Енріке Херцогу.
На виборах 1951 року Томас Мануель Еліо балотувався від Ліберальної партії, проте набрав значно меншу кількість голосів, ніж переможець.
1978 року Ліберальна партія об'єдналась із Націоналістичним народним союзом під керівництвом Хуана Переди.
З цього моменту ліберали не мали влади в країні упродовж десятиліть.